# Jacob R. Wortendyke

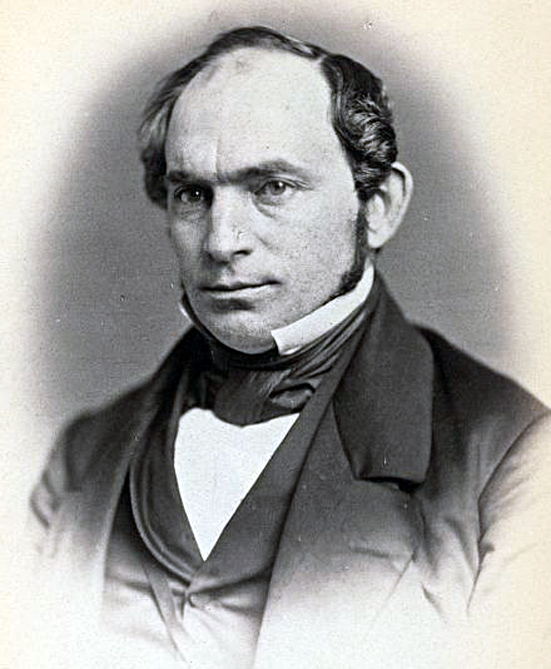
Jacob R. Wortendyke (1859)

Jacob Reynier Wortendyke (* 27. November 1818 in Chestnut Ridge, Bergen County, New Jersey; † 7. November 1868 in Jersey City, New Jersey) war ein US-amerikanischer Politiker. Zwischen 1857 und 1859 vertrat er den Bundesstaat New Jersey im US-Repräsentantenhaus.

## Werdegang
Jacob Wortendyke genoss zunächst eine private Schulausbildung und besuchte dann bis 1839 das Rutgers College in New Brunswick. In den folgenden zehn Jahren arbeitete er als Lehrer. Nach einem Jurastudium und seiner 1853 erfolgten Zulassung als Rechtsanwalt begann er in Jersey City in diesem Beruf zu praktizieren. Gleichzeitig schlug er als Mitglied der Demokratischen Partei eine politische Laufbahn ein. Bei den Kongresswahlen des Jahres 1856 wurde Wortendyke im fünften Wahlbezirk von New Jersey in das US-Repräsentantenhaus in Washington, D.C. gewählt, wo er am 4. März 1857 die Nachfolge von Alexander C. M. Pennington antrat. Da er im Jahr 1858 dem Republikaner William Pennington unterlag, konnte er bis zum 3. März 1859 nur eine Legislaturperiode im Kongress absolvieren. Diese war von den Ereignissen im Vorfeld des Bürgerkrieges bestimmt.
Nach dem Ende seiner Zeit im US-Repräsentantenhaus arbeitete Wortendyke wieder als Anwalt. Zwischen 1860 und 1868 fungierte er als Präsident der Wasserkommission (Water Board) von New Jersey. Seit 1865 war er auch Präsident der Riparian Commission of New Jersey. Im Jahr 1868 nahm er als Delegierter an der Democratic National Convention in New York teil, auf der Horatio Seymour als Präsidentschaftskandidat nominiert wurde. Jacob Wortendyke starb am 7. November 1868 in Jersey City.